# Charles Wright
Charles Wright (ur. 25 sierpnia 1935 w Pickwick Dam) – amerykański poeta.
Wright urodził się 25 sierpnia 1935 roku w Pickwick Dam w stanie Tennessee. W młodości uczęszczał do Christ School w Asheville, uczęszczając do tej szkoły zainteresował się literaturą. W latach 1966–1983 wykładał na Uniwersytecie Kalifornijskim w Irvine. W 1983 roku otrzymał nagrodę National Book Award za utwór Country Music: Selected Early Poems. W 1998 roku otrzymał Nagrodę Pulitzera w dziedzinie poezji za utwór Black Zodiac, a w 2014 roku otrzymał tytuł amerykańskiego poety-laureata.